# Onthophagus piffli
Onthophagus piffli là một loài bọ cánh cứng trong họ Bọ hung (Scarabaeidae).